# 三明地区
三明地区（1963年－1970年称三明专区），中华人民共和国福建省已撤销的行政区，在今福建省北部。专署驻三明市（今三明市三元区）。辖三明市、永安县、明溪县、清流县、宁化县、大田县、尤溪县、沙县、将乐县、泰宁县、建宁县等。

## 历史沿革
- 1960年1月，三明人民公社筹委会改名为三明市人民委员会（为省辖三明市）。
- 1963年5月，国务院批准设立三明专员公署，专署下辖三明市(县级市)、三明县、永安縣、清流县、宁化县、大田县（同月从晋江专区划入），共计1市5县。 1964年4月，三明县恢复为原明溪县名。
- 1967年2～3月，三明军分区奉命介入地方执行“三支两军”任务，成立生产领导小组，负责三明地区的工农业生产。同年7月，福州军区党委决定成立三明专区军事管制委员会。
- 1968年10月，成立三明专区革命委员会，为党政合一的领导机构，行使原地委、专署的全部职能。 1970年6月18日，省革命委员会决定将尤溪、沙县、将乐、泰宁、建宁5县划归三明专区，7月正式划入。三明专区辖区扩大为1市10县。
- 1970年12月，三明专区革命委员会改为三明地区革命委员会。
- 1978年3月29日，三明地区革命委员会改称为三明地区行政公署，辖区不变。
- 1983年4月，经中国国务院批准，将原地辖三明市改为省辖市，并撤销三明地区行政公署，实行以市带县的管理体制，辖三元区、梅列区、永安县、明溪县、清流县、宁化县、大田县、尤溪县、沙县、将乐县、泰宁县、建宁县，计2区10县。1984年9月，经国务院批准，永安县改为永安市（县级市）。[1]

### 三明地区领导
- 三明地区革命委员会
  - 王健行，1970年12月-1971年5月在任。
  - 宋顺义，1971年5月-1974年12月在任。
  - 侯林舟，山西翼城人，1975年1月-1978年3月在任。
- 三明地区行政公署
  - 侯林舟，山西翼城人，1978年3月-1979年11月在任。
  - 杨维杰，山东高青人，1981年11月-1983年5月在任。